# Papa Joan VI
El papa Joan VI (llatí: Ioannes VI; 655 - 11 de gener de 705) va ser el bisbe de Roma des del 30 d'octubre de 701 fins a la seva mort l'11 de gener de 705. Joan VI era un grec d'Efes que va regnar durant el període del papat bizantí. El seu papat va ser conegut pels seus avenços militars i polítics a la península italiana.

## Biografia
Un grec d'Efes , Joan VI va succeir a Sergi I. Va ser consagrat papa el 30 d'octubre del 701. La seva elecció es va produir després d'una vacant de menys de set setmanes.
En algun moment del seu regnat, l'exarca de Ravenna, Teofilacte, va entrar a Itàlia des de Sicília, enviat a Itàlia per l'emperador Tiberi III, i va arribar fins a la ciutat de Roma. Els italians, recelosos del funcionari imperial a causa de les males experiències que havien tingut els papes anteriorment, van organitzar-se en milícies a localitats de tot arreu, van marxar a Roma i van acampar fora de les seves muralles. Joan VI va protegir l'exarca de la reacció popular. per evitar el vessament de sang, però abans de les dissolucions de les milícies, aquestes van reclamar que els lliuressin els delators que havien fet que la riquesa d'alguns ciutadans caigués en mans dels funcionaris imperials.
El 704, després de ser expulsat, una vegada més, de la seva seu, el vell bisbe Wilfrid de York va anar a Roma i va defensar el seu cas "davant del papa apostòlic Joan [VI]". Wilfrid havia visitat Roma el 654 i el 679 i havia presenciat la transformació progressiva de l'administració de l'Església cap a una jerarquia dominada pel grec. A causa d'això, Joan VI va convocar un sínode de bisbes de parla grega per escoltar la causa de Wilfrid, un obstacle lingüístic que va pertorbar molt a Wilfrid. No obstant això, el sínode va exonerar Wilfrid, el va restaurar a la seva seu, que va ocupar fins a la seva mort el 709, i el va enviar de tornada amb cartes per al rei Æthelred de Mèrcia perquè s'implementessin els mandats papals. Joan també va enviar el pal·li a Berhtwald, a qui Sergi I havia confirmat com a arquebisbe de Canterbury.
Els llombards van aprofitar aquest conflicte per envair des del sud, sota les ordres de Gisulf, duc de Benevent, el territori romà. Sense ningú que tingués prou poder militar per fer-los front, van ocupar diverses ciutats del ducat de Roma.  El papa va enviar sacerdots proveïts de diners al campament llombard, van rescatar els captius i van persuadir el duc de retirar-se.
Altres esdeveniments significatius durant el pontificat de Joan VI inclouen el rei llombard Aripert II, que va retornar els Alps Cotians al seu antic estatus de patrimoni papal. També es van dur a terme nombrosos projectes de construcció, com ara un nou ambó a la Basílica de Sant Andreu Apòstol, un nou mantell d'altar per a Sant Marc i "vels blancs diàfons suspesos entre les columnes a banda i banda de l'altar de Sant Pau". Joan VI també va promoure els orientals dins de la jerarquia episcopal, inclòs Bonifaci, el conseller papal.
Va morir a Roma l'11 de gener del 705. Va ser enterrat a la basílica de Sant Pere del Vaticà.
Va ser succeït pel papa Joan VII després d'una vacant de menys de dos mesos.